# That girl (Crosby, Stills, Nash & Young)
That girl is een lied van Crosby, Stills, Nash & Young. Ze brachten het nummer in 1988 uit op een single die nummer 25 bereikte van de rocklijst van Billboard.
Het nummer stond dat jaar ook op hun album American dream. Op dit album speelden David Crosby, Stephen Stills en Graham Nash sinds lage tijd weer samen met Neil Young.
Het werd geschreven door Stephen Stills, Bob Glaub en Joe Vitale. Stills en Young speelden op elektrisch gitaar, Glaub op de bas en Vitale op de toetsen. Stills zong het nummer met achtergrondzang van de andere bandleden. Bekende buitenstaanders zijn The Bluenotes die de hoorns bespeelden. Dit is een gelegenheidsband die Young datzelfde jaar begeleidde bij de opname van zijn album This note's for you bij Geffen Records.
That girl is een liefdeslied waarin de zanger tot de ontdekking komt dat hij steeds aan dat meisje moet denken. I'm ready to choose that girl, I couldn't refuse that girl, You'd better not lose that girl. Hij vindt dat hij het moet laten gebeuren om verliefd te worden.